# Резеши
Резеши (рум. răzeşi — рэзешь; ед. ч. răzeş) — собственники (совладельцы) земли в Молдавском княжестве и Бессарабской губернии XVI—XIX вв.

## Молдавское княжество
В XVI—XVII вв. резеши — это преимущественно мелкие вотчинники, жившие общинами на основе долевого землевладения. Для долевого землевладения Молдавии до конца XVI века было характерно сочетание общего пользования землёй с правом частной собственности семьи на наследственную долю во всех видах земель села. В XVI веке количество резешей увеличилось. В XVII—XVIII вв. они подверглись процессу окрестьянивания. Землевладение «окрестьянившихся» мелких землевладельцев — резешей — было сходным с долевым землевладением русского Севера, Украины, Белоруссии, Валахии и др. В XVIII—XIX вв. резеши — преимущественно крестьяне-дольщики.

## Бессарабская губерния
В Бессарабии резешами называли частных владельцев имений, в которых владение землёй было основано на началах общинного самоуправления по местным законам. Селения резешей находились в следующих уездах:
- Оргеевском (69 селений),
- Кишинёвском (60),
- Ясском (39),
- Сорокском (20),
- Хотинском (2).

Среди резешей были как крупные, так и мелкие землевладельцы. Участок земли, принадлежавший резешам, называется «резешией», или «батрыном» (то есть вотчиной, дедовщиной). Резеши владели землёй полноправно и наследственно; в случае отчуждения они обязаны были уступать её преимущественно другим резешам того же селения. Дробление наследственных участков привело резешей к установлению общинного землевладения. Первоначально большие участки, приобретённые покупкой или пожалованные господарями Молдавии за службу, вследствие местного закона о равномерном разделе имущества между наследниками обоего пола дошли до ничтожной величины одного или двух «пармаков» (пармак — полоса земли шириной в сустав большого пальца и длиною во всю длину земли, принадлежащей селению).
Владельцы пармаков, или «пармакари», согласились пользоваться всей наследственной зёмлей сообща. Каждый резеш, владевший хотя бы одним пармаком, имел право устроить на принадлежащей селению земле усадьбу, пользоваться общим выгоном и развести сад, без всякой платы обществу; сверх того он считался участником в пользовании мирскими доходами, получаемыми с посторонних лиц, живущих в селении или имеющих в нём сады, огороды и мельницы, с отдачи на откуп корчем и т. п. В разделе пахотной и сенокосной земли пармакари не участвовали; земля эта делилась исключительно между состоятельными резешами. Переход земли по наследству или по дару удостоверялся лишь свидетелями, редко — расписками, вследствие чего происходили бесконечные земельные тяжбы и распри, ведшие к жестоким дракам. Пармакари брали в аренду землю в соседних многоземельных селениях или же перебивались кое-как со дня на день, но идти в работники считали для себя унижением. Посторонние, живущие в резешских селениях, уплачивали за каждую отведенную им «фальчу» (2800 кв. саж.) земли работой и десятой частью произведений этой земли. Вследствие бесконечных тяжеб между собой и с соседними селениями, а также примитивных способов земледелия, резеши весьма редко были зажиточными.
К середине XIX века усиливается распад долевого землевладения в результате социального расслоения резешей. В начале XX века землевладение резешей представляло уже пережиток.

## Кавалерия
Резешами в Молдавском княжестве также называли лиц, участвовавших в военных действиях, но не находящимися на содержании государства (господаря). Обычно они делали это по религиозным мотивам — резеши сражались за православную веру. Иногда в награду за заслуги и поддержку в войнах, господари наделяли резешей землёй или давали государственные должности.

## Этимология
Название «резеш» произошло от венгерского слова «részes».